# Джонсон, Бризи
Бри́зи Джо́нсон (англ. Breezy Johnson; род. 19 января 1996, Джэксон, Вайоминг) — американская горнолыжница, двукратная чемпионка мира 2025 года в скоростном спуске и командной комбинации, участница зимних Олимпийских игр 2018 года, призёр этапов Кубка мира по горнолыжному спорту. Специализируется в скоростных дисциплинах.

## Карьера

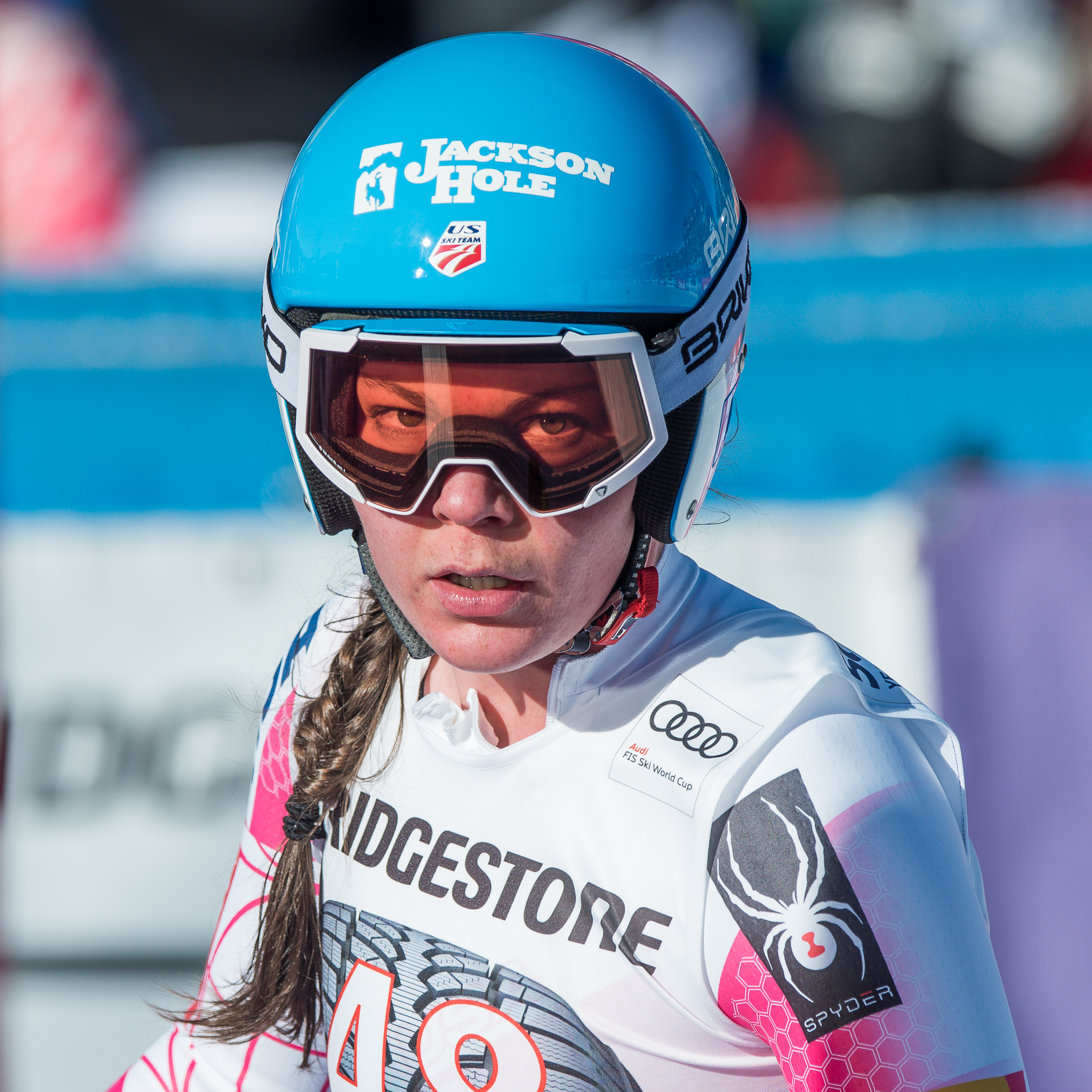
2017 год

Родилась в Джэксоне в штате Вайоминг, воспитывалась в соседнем городке Викторе. На лыжи встала в возрасте трех лет, а первые уроки ей давал её отец. Ещё воспитанницей детского сада она начала принимать участие в детских соревнованиях. В 13 лет, потренировавшись в лыжном клубе Джэксон-Хоул, она перешла в лыжную академию Роумарк в Солт-Лейк-Сити.
В 15-летнем возрасте она дебютировала на международных юниорских соревнованиях. Первый раз на этап Кубка мира она вышла в сезоне 2015/2016 годов, 4 декабря в Лейк-Луизе на трассе скоростного спуска. Через год на этой же трассе она взяла первые очки в зачёт Кубка мира по горнолыжному спорту.
Дебютировала на чемпионате мира в Санкт-Морице в 2017 году, где заняла 15-е место в скоростном спуске и 28-е место в супергиганте.
На зимних Олимпийских играх в Пхёнчхане в 2018 году она приняла участие в двух спусках. Финишировала 7-й в скоростном спуске и 14-й в супергиганте.
В сентябре 2018 года Бризи получила серьёзную травму, разрыв крестообразных связок, из-за которой она пропустила весь сезон 2018/2019 годов и не принимала участие в чемпионате мира 2019 года в Оре.
В декабре 2020 года Джонсон впервые в карьере на этапах Кубка мира поднялась на подиум. Это случилось на трассе скоростного спуска во французском Валь-д’Изере. Здесь ей удалось сразу два спуска завершить на третьем месте. 9 января 2021 года в австрийском Санкт-Антоне она вновь стала третьей в скоростном спуске, а продолжила своё восхождение на пьедестал в конце января в швейцарской Кран-Монтане.
С октября 2023 года по декабрь 2024 года отбывала 14-месячную дисквалификацию за пропуск трёх допинговых тестов за 12-месячный период.
8 февраля 2025 года на чемпионате мира в австрийском Зальбахе Джонсон сенсационно выиграла золото в скоростном спуске, стартовав первой. 11 февраля вместе с Микаэлой Шиффрин выиграла золото в командной комбинации, впервые включённой в программу чемпионатов мира.

## Выступления на крупнейших соревнованиях

### Олимпийские игры
| Олимпийские игры | Скоростной спуск | Супергигант | Гигантский слалом | Слалом | Комбинация | Команды |
| ---------------- | ---------------- | ----------- | ----------------- | ------ | ---------- | ------- |
| 2018 Пхёнчхан    | 7                | 14          | —                 | —      | —          | —       |

### Чемпионаты мира
| Чемпионат мира         | Скоростной спуск          | Супергигант               | Гигантский слалом         | Слалом                    | Комбинация                | Команды                   | Паралл. гигантский слалом |
| ---------------------- | ------------------------- | ------------------------- | ------------------------- | ------------------------- | ------------------------- | ------------------------- | ------------------------- |
| 2017 Санкт-Мориц       | 15                        | 28                        | —                         | —                         | DNS1                      | —                         | н/д                       |
| 2019 Оре               | не выступала из-за травмы | не выступала из-за травмы | не выступала из-за травмы | не выступала из-за травмы | не выступала из-за травмы | не выступала из-за травмы | не выступала из-за травмы |
| 2021 Кортина-д’Ампеццо | 9                         | 15                        | —                         | —                         | DNF SG                    | —                         | —                         |
| 2023 Мерибель          | DNF                       | 24                        | —                         | —                         | DNF SG                    | —                         | —                         |
| 2025 Зальбах           | 1                         | 19                        | —                         | —                         | 1                         | —                         | н/д                       |

### Кубок мира

#### Подиумы на этапах Кубка мира (8)
| № | Сезон   | Дата        | Место проведения | Дисциплина       | Место |
| - | ------- | ----------- | ---------------- | ---------------- | ----- |
| 1 | 2020/21 | 18 дек 2020 | Валь-д’Изер      | Скоростной спуск | 3     |
| 2 | 2020/21 | 19 дек 2020 | Валь-д’Изер      | Скоростной спуск | 3     |
| 3 | 2020/21 | 9 янв 2021  | Санкт-Антон      | Скоростной спуск | 3     |
| 4 | 2020/21 | 22 янв 2021 | Кран-Монтана     | Скоростной спуск | 3     |
| 5 | 2021/22 | 3 дек 2021  | Лейк-Луиз        | Скоростной спуск | 2     |
| 6 | 2021/22 | 4 дек 2021  | Лейк-Луиз        | Скоростной спуск | 2     |
| 7 | 2021/22 | 18 дек 2021 | Валь-д’Изер      | Скоростной спуск | 2     |
| 8 | 2024/25 | 28 фев 2025 | Квитфьелл        | Скоростной спуск | 3     |